# Розенн (фильм)
Розенн (фр. Rosenn) — бельгийская кинодрама 2014 года поставленный режиссёром Иваном Ле Муан по одноименному роману 1952 года французского писателя Жана де Керлека.

## Сюжет
В 1909 году Известный сорокалетний английский писатель Льюис Лафоли, известный своей апатичностью, встречает молодую и яркую Розенн Орок во время путешествия на остров Бурбон в Индийском океане. Классическая история сообразительного, остроумного и умного обольстителя, который оказывается невероятным подонком, как только дело доходит до близких отношений.